# Kinder Morgan Texas Pipeline
Kinder Morgan Texas Pipeline — газопровідна система у штаті Техас. Складається з двох основних гілок — від кордону Мексикою (Південно-Техаський басейн, відомий сланцевою формацією Eagle Ford) та із заходу штату (Пермський басейн), які сходяться в районі Х'юстона. Загальна довжина газопроводів системи досягає 2900 миль.
Однією із основних функцій Kinder Morgan Texas Pipeline є подача газу на переробний комплекс Houston Central Processing Plant. Що стосується підготованого палива, то перш за все воно постачається до індустріальної зони Х'юстон/Бьюмонт/Порт-Артур. В майбутньому через Kinder Morgan Texas Pipeline повинен постачатись ресурс для роботи експортного заводу із зрідження газу в Корпус-Крісті.
Система має доступ до роботи ряду техаських газових хабів, як то Agua Dolce (південна частина узбережжя), Katy (біля Х'юстону) та East End/Moss Bluff (біля кордону з Луїзіаною по річці Сабін).